# Ségub
Ségub est un fils d'Hesron et d'une fille de Machir.

## Ascendance de Ségub
Le père de Ségub est Hesron fils de Perets et la mère de Ségub est une fille de Machir fils premier-né de Manassé.

## Descendance de Ségub
Un fils de Ségub s'appelle Jaïr.